# Vivani
Vivani is een historisch merk van scooters.
De bedrijfsnaam was: Contruzioni Mecc. G. Vivani.
Dit Italiaanse bedrijfje maakte in 1952 de 49cc-Cicala-scooter. Deze had een tweetaktmotor en grote wielen.